# Sí al País Català
Sí al País Català, també conegut com a Oui au Pays Catalan (en francès) o OPCAT per les seves sigles, és una formació política catalanista de Catalunya Nord. El partit es defineix com a regionalista i autonomista, que consideren el primer pas per arribar a la sobirania plena. El seu líder és Jordi Vera i Arús. El partit es va integrar en la llista Per Perpinyà!, liderada per Romain Grau, que quedà en tercera posició en la primera volta de les eleccions municipals de 2020 a Perpinyà.
A la primavera del 2017, OPCat va presentar candidats a les eleccions legislatives franceses a les quatre circumscripcions nord-catalanes obtenint a aquest tipus d'elecció el resultat més important assolit per una formació catalanista: 3,3 % a tot el territori, i Jordi Vera candidat a la 4 circumscripció va tenir 3,91 % dels vots.
El 20 de juny del 2021 OPCat es presentà en coalició amb Agissons Pays Catalan a les eleccions a l'assemblea departamental dels Pirineus Orientals (Catalunya del Nord) amb Jordi Vera com a candidat a la presidència de Consell Departamental. La llista " Le Pays Catalan c'est vous (Seu el País Català)" present en les 17 circumscripcions cantonals de la Catalunya del Nord amb 68 candidats (34 binomis home-dona i 34 supleents) va assolir 6.014 vots i el 5,01 % dels vots. Al cantó dels Aspres Jordi Vera va obtenir 579 vots i el 7,07 % dels vots. Aquests resultats són els més alts obtinguts mai pel moviment català d'ençà de les primeres candidatures de Gilbert Grau i Salvat, i Miquel Maillol l'any 1973.
A les eleccions legislatives franceses de 2022, amb la federació Regions i Pobles Solidaris presentà els candidats Rita Peix, Joel Diago, Morgane Le Floch, i Jordi Vera, obtingueren entre tots 4.304 vots, un 2,5%, en unes eleccions on guanyaren els candidats de la ultradreta francesa del Reagrupament Nacional a totes les 4 circumscripcions dels Pirineus Orientals a l'Assemblea Nacional francesa.
Es presenta a les eleccions legislatives de 2024 convocades pel president Emmanuel Macron de forma anticipada, amb la marca Front Catalan amb les candidates Mercedes Garcia, Delphine Danat, Lucile Grau i Celine Davesa.